# María José (telenovela)
María José (Maria José no Brasil e em Portugal) é uma telenovela mexicana produzida pela Televisa e exibida pelo Canal de las Estrellas entre 13 de fevereiro e 19 de maio de 1995.
Original de Inés Rodena, é um remake da novela Bianca Vidal, produzida em 1982.
A trama foi protagonizada por Claudia Ramírez e Arturo Peniche, com atuação antagônica de Ana Patricia Rojo,  Alejandro Aragón e Saby Kamalich.

## Elenco
- Claudia Ramírez .... Maria José
- Arturo Peniche .... Carlos Alberto Almazán
- Ana Patricia Rojo .... Imperia Campuzano de la Cruz
- María Victoria .... Pachita
- Ernesto Gómez Cruz .... Serafín
- Saby Kamalich .... Piedad Almazán
- Rogelio Guerra .... Raúl Almazán
- Beatriz Aguirre .... Teresa
- Leonardo Daniel .... Octavio Campuzano
- Anthony Álvarez .... El Tuercas
- Leticia Perdigón .... Esther
- Roberto Ballesteros .... Joel
- Charly Valentino .... Vivales
- Daniel Zamora.... Raúl
- Óscar Morelli .... Mauro
- Olivia Collins .... Dalila
- Alejandro Aragón ... Vicente
- Raquel Morell .... Natalia de la Cruz de Campuzano
- Lili Blanco .... Felicia
- Aurora Clavel .... Meche
- Armando Araiza .... Mateo
- Héctor Soberón .... Darío
- Guillermo de Alvarado .... Condorito
- Isabel Martínez "La Tarabilla" .... Cleta
- Beatriz Monroy .... Zoila
- Claudio Brook .... Rodrigo Almazán
- Estela Barona .... Rosario
- Guadalupe Bolaños .... Norma
- Juan Cid .... Tobías
- Monserrat Gallosa .... Rosa
- Christel Klitbo .... Adelita
- Adriana Lavat .... Susana Valtierra
- Claudia Ortega .... Tina
- Juan Verduzco .... Horacio
- Esteban Franco .... Jacinto
- Sergio Neach .... Rodrigo
- Maty Huitrón .... Dra. Juárez
- Eduardo Cáceres .... Saúl
- Juan Antonio Gómez .... Dr. Gil
- Marco de Carlo .... Dr. Rebolledo
- Luis Guillermo Martell .... Felipe
- Nelson Velázquez .... Ing. Ruiz
- María José Cadenas .... La Bebé
- Roberto Molina .... Dr. Molina
- Maickol Segura .... El Lombriz
- Janet Pineda .... Pilar
- Luis Alberto Arteaga .... El Púas
- Ramón Menéndez .... Justino
- Alberto Díaz .... Juan
- Mónica Pablos .... Luisa
- Arturo Delgado .... Capitán Martínez
- Carlos González .... Detective Esparza
- Mónica Dossetti .... Carla
- Mario Carballido .... Paco
- Julio Casado .... Hugo
- Sergio Morante .... Leopoldo
- Germán Blando .... León
- Juan Carlos Alcalá .... Fernando
- Fernando Castro .... Teodoro
- Yolanda Palacios .... Aída
- Ramiro Ramírez .... El Araña
- Julio Bracho .... Agente Ojeda
- María Luisa Coronel .... Emma
- Salvador González .... Benito José
- Fabiola Campomanes .... Linda
- Luisa Acosta .... Eugenia
- Carmelina Encinas .... Lourdes
- Olivares .... Romualdo
- Germán Montalvo .... Montalvo

## Exibição

### México
Foi reprisada pelo canal TLNovelas entre 15 de fevereiro a 21 de maio de 1999.

### Brasil
Foi exibida pela CNT entre 3 de novembro de 1997 e 20 de março de 1998.
Foi exibida pelo canal pago TLN Network entre 1 de Março a 3 de junho de 2010 e sendo substituída por Preciosa.

### Portugal
Foi exibida em Portugal pela RTP1 entre 12 de setembro a 15 de dezembro de 1995.